# Лемберський Олександр Борисович
Олександр Борисович Лембе́рський (нар. 24 лютого 1926, Біла Церква) — український графік; член Спілки радянських художників України з 1955 року.

## Біографія
Народився 24 лютого 1926 року у місті Білій Церкві (нині Київська область, Україна). 1954 року закінчив Київський художній інститут, де навчався у Василя Касіяна і Федора Самусєва.
Жив у Києві, в будинку на Сальському провулку № 4/6, квартира № 12. Співпрацював із київським видавництвом «Мистецтво». У 1990-ті емігрував з України.

## Творчість
Створював плакати, афіші, портрети. Серед робіт:
- серія плакатів «Народи за мир» (1954, диплом Всесоюзної виставки дипломних робіт у Москві);

плакати
- «Радянські жінки — активні будівники комунізму» (1954);
- «1 Травня» (1954);
- «Нас мільйони» (1955);
- «Єднайся, молодь!» (1955);
- «На заклик Вітчизни» (1956);
- «На варті миру» (1956);
- «Бокс — спорт мудрості і сили» (1958);
- «Плекає світ надію щиру на наш могутній табір миру» (1961);
- «Війні — ні!» (1962);
- «Хліборобська рука дає море зерна» (1966);
- «Вічно буде Ленінове серце в революції у грудях клекотіть» (1967);
- «1818—1968» (1968; до 150-річчя від дня народження Карла Маркса);

афіші
- до вистави «Оптимістична трагедія» (1961);
- кінофільму «Гамлет» (1964);

портрети
- «Карл Маркс» (1968);
- «Ернст Тельман» (1969);
- «Долорес Ібаррурі» (1970);
- «Моріс Торез» (1970).

Брав участь у всеукраїнських і всесоюзних виставках з 1954 року, зарубіжних з 1955 року.